# Matanza de Alqualondë
En la obra de J. R. R. Tolkien El Silmarillion, la Matanza de Alqualondë o Primera Matanza de Elfos contra Elfos sucedió durante el final de las Edades de los Árboles por parte de los Noldor que huían de Aman y que buscaban los barcos de los Teleri para llegar rápidamente a la Tierra Media. Como los Teleri se negaron, los Noldor atacaron y robaron sus barcos.

## Salida de Aman de los Noldor
Los Noldor que salieron de la ciudad de Tirion iban liderados por Fëanor, que convenció a su pueblo de acompañarlo para perseguir a Morgoth por robar los Silmarils y matar a su rey, el padre de Fëanor, Finwë.
Los Noldor iban a seguir el camino por la costa de Aman, al oriente de las montañas de Pelóri, hacia el norte para atravesar el paso de Helcaraxë, lugar de suicidas, hacia la Tierra Media. Sin embargo, el contingente frontal de los Noldor, guiado por Fëanor, al llegar a la ciudad costera de Alqualondë se detuvo en la misma. Fëanor quiso negociar con los Teleri y con su rey Olwë el que les dieran algunos barcos para abreviar su viaje.

## Matanza de Alqualondë
Los Teleri se negaron, pues nunca se habían inmiscuido demasiado en las mentiras que Melkor Morgoth había sembrado entre los príncipes Noldor. Fëanor, desesperado, desencadenó entonces un ataque inmediato a la ciudad, dirigiéndose a los puertos para tomar los barcos. Sus hijos y los Noldor que los seguían secundaron el ataque. Los Noldor llevaban armas y armaduras que habían forjado tiempo antes, como espadas; mientras tanto, los Teleri apenas podían defenderse con arcos y flechas. Al inicio, la lucha fue pareja pues la cantidad de Teleri en Alqualondë excedía con creces a la cantidad de Noldor que seguían a Fëanor y sus hijos.
Sin embargo, más atrás venía el contingente mayor de Noldor, guiados por el medio hermano de Fëanor, Fingolfin, y por sus hijos. Al llegar a la ciudad, y viendo la confusión de la lucha y que los Noldor no podían contra los Teleri, y pensando que éstos eran los que habían comenzado la pelea, se sumaron a los Noldor de Fëanor. De esta forma los barcos fueron tomados y los Teleri sufrieron muchas bajas. Al final llegó el contingente de Noldor guiado por Finarfin, el otro medio hermano de Fëanor, y sus hijos. Estos, emparentados con Olwë, por ser su hija Eärwen, esposa de Finarfin, de esta misma ciudad, no pelearon por los Noldor, pero llegaron cuando todo estaba ya casi decidido a favor de estos.

## Desastre para los Noldor
Los Noldor de Fëanor y algunos de los de Fingolfin tomaron varios de los barcos de los Teleri y se embarcaron con rumbo norte, mientras que el resto se encaminó a pie hacia esa misma dirección. Desde ese momento, Finarfin pensó en dejar a Fëanor solo, pero junto con sus hijos lo motivó a seguir el hecho de que debía guiar a los Noldor a su cargo, a riesgo de que Fëanor los llevara a cometer más locuras que terminaran en un desastre hasta para los mismos Noldor.
Ossë, maia de los mares agitados y amigo cercano de los Teleri tomó represalias inmediatas y provocó el hundimiento de muchos de los barcos en los que iban los Noldor. Fingolfin y sus hijos en ese momento se dieron cuenta de su error y tomaron la misma decisión que Finarfin y sus hijos.
Las consecuencias para los Noldor de este acto se vieron reflejadas poco después cuando los Valar pronunciaron el Hado de los Noldor.
- Datos: Q3756581